# Guayabera

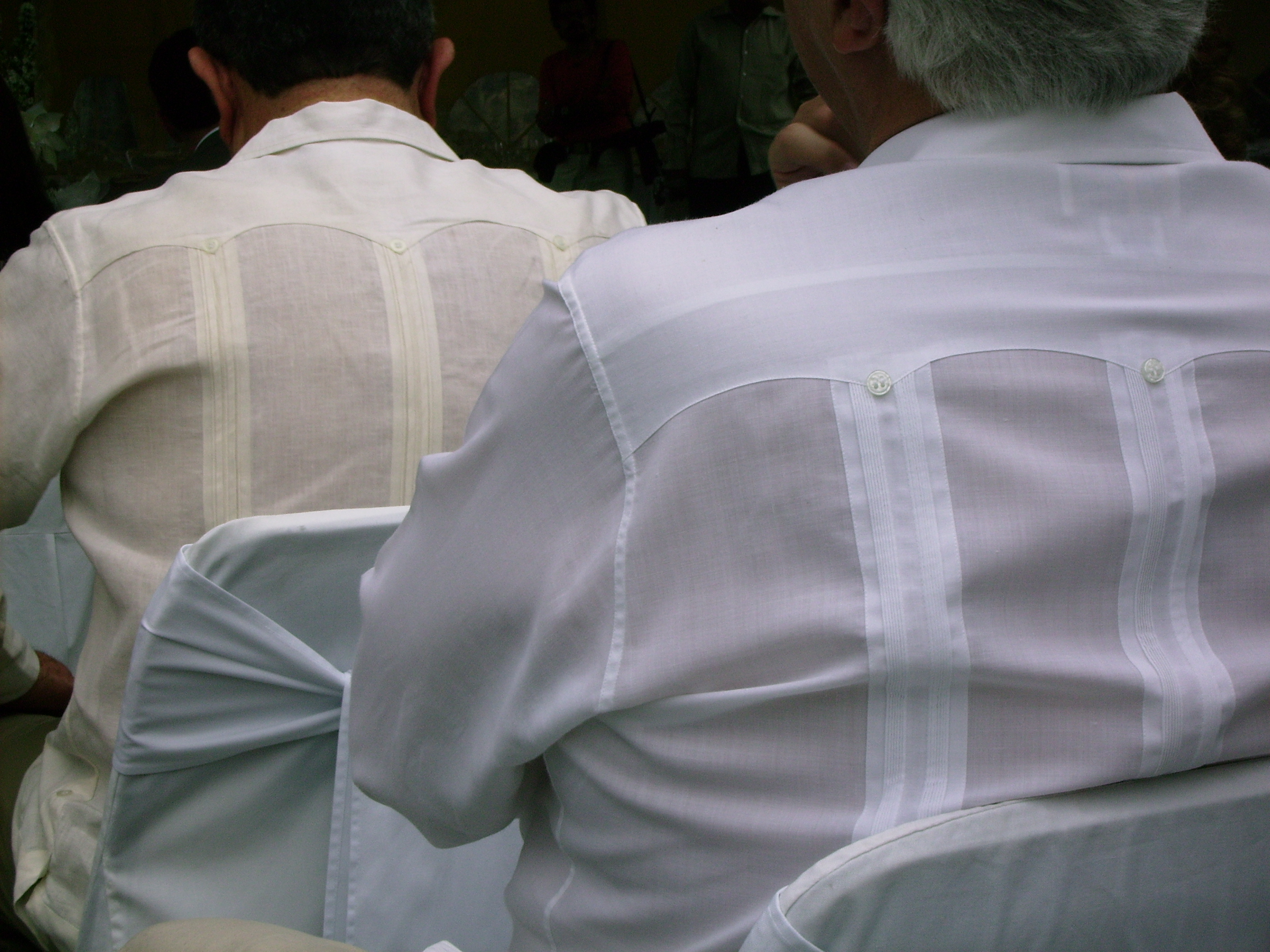
Mexikanische Guayaberas

Die Guayabera  [guajabeɾa] ist ein Leinenhemd, das in Mittelamerika, der Karibik und im Norden Südamerikas getragen wird. Das Hemd wird sowohl von der Landbevölkerung verwendet, aber es gilt in diesen heißen Regionen auch als korrekte Businessbekleidung (statt Anzug und Krawatte).
Das leicht faltige Hemd besitzt an der Vorderseite vier aufgesetzte Hemdtaschen und wird nicht in die Hose gesteckt. In der Geschäftswelt wird die Guayabera ausschließlich in der Farbe weiß (oder leicht beige) getragen, inzwischen gibt es aber auch modische bunte Guayaberas. Die genaue Herkunft ist nicht mehr ganz nachzuvollziehen, man vermutet Mexiko oder Kuba als Ursprungsland der Guayabera.
Bekannte Träger von Guayaberas sind und waren zum Beispiel Ernest Hemingway und Gabriel Garcia Marquez aber auch Raúl Castro oder Juan Carlos von Spanien.
In Kuba wurde die Guayabera im Oktober 2010 zum offiziellen Bekleidungsstück für staatliche und diplomatische Anlässe erklärt. Männer müssen dabei die klassische Version in weiß tragen, Frauen dürfen Form und Farbe variieren.